# تشنغ لين
تشنغ لين (بالصينية: 程琳) هي مغنية صينية، ولدت في 1967 في لويانغ في الصين.

## وصلات خارجية
- تشنغ لين على موقع IMDb (الإنجليزية)
- تشنغ لين على موقع ميوزك برينز (الإنجليزية)